# Proces (računarstvo)
Proces je skup aktivnosti i/ili operacija koji određene ulazne veličine (informacije, materijal, energiju) pretvaraju u izlazne veličie u nekom vremenu. Proces se prepoznaje po promjenama koje se zbivaju tijekom obavljanja aktivnosti i operacija. Rezultati tih promjena su izlazi. Na procesnom pristupu bazira se suvremeni pogled u proučavanje sustava.